# Pollucyt
Pollucyt (pollux) – minerał z gromady krzemianów. Należy do grupy minerałów bardzo rzadkich.
Nazwa pochodzi od imienia jednego z dwóch braci bliźniaków (łac. Pollux) z mitologii; drugi z braci to Kastor (petalit). Minerały te zwykle współwystępują ze sobą.

## Charakterystyka

### Właściwości
Rzadko tworzy kryształy o pokroju izometyrycznym, najczęściej są one dobrze wykształcone i bogate w ściany (przeważa forma dwudziestoczterościanu i sześcianu lub jego kombinacji). Występuje w skupieniach zbitych, drobnoziarnistych lub w postaci zwietrzałej (częściowo przeobrażony w kaolinit). Jest kruchy, przezroczysty, topi się z trudnością tworząc białe szkliwo. Nadaje płomieniowi barwę czerwonożółtą. Nie rozpuszcza się w kwasach. Często zawiera domieszki potasu, rubidu, talu. Spotyka się okazy z różowymi żyłkami kokeitu.

### Występowanie
Minerał pochodzenia hydrotermalnego występuje głównie w kawernach granitów, pegmatytach granitowych. Minerały towarzyszące: petalit, lepidolit, spodumen, kwarc, mikroklin. Minerały podobne: hialit, kwarc.
Miejsca występowania: 
- Włochy – San Piero w Campo, Elba, Szwecja, Namibia, USA, Kazachstan, Kanada, Rosja.

### Zastosowanie
- najważniejsza ruda cezu (61% Cs2 O),
- jest surowcem ceramicznym (gdy zawiera 30-32% Cs2 O),
- rzadki i ceniony[przez kogo?] kamień kolekcjonerski.